# Doskwier japoński
Doskwier japoński (Aedes japonicus) – gatunek muchówki z rodziny komarowatych (Culicidae). Pierwotnie występował jedynie na terenach Azji Wschodniej, obecnie szeroko rozprzestrzeniony również w Ameryce Północnej oraz Europie.

## Opis
Ciało smukłe, delikatne. Samice zazwyczaj nieco większe od samców. Głowa wyposażona w długą, czarną kłujkę. Czułki u samic nitkowate, u samców pierzaste. Tułów czarny, po bokach białoplamkowany, natomiast w części grzbietowej z pięcioma złocistymi smugami układającymi się w charakterystyczny, lirowaty wzór. Odwłok czarny z białymi plamami u podstawy każdego segmentu. Odnóża czarne; na każdym z nich znajdują się 4 białe obrączki.

## Biologia

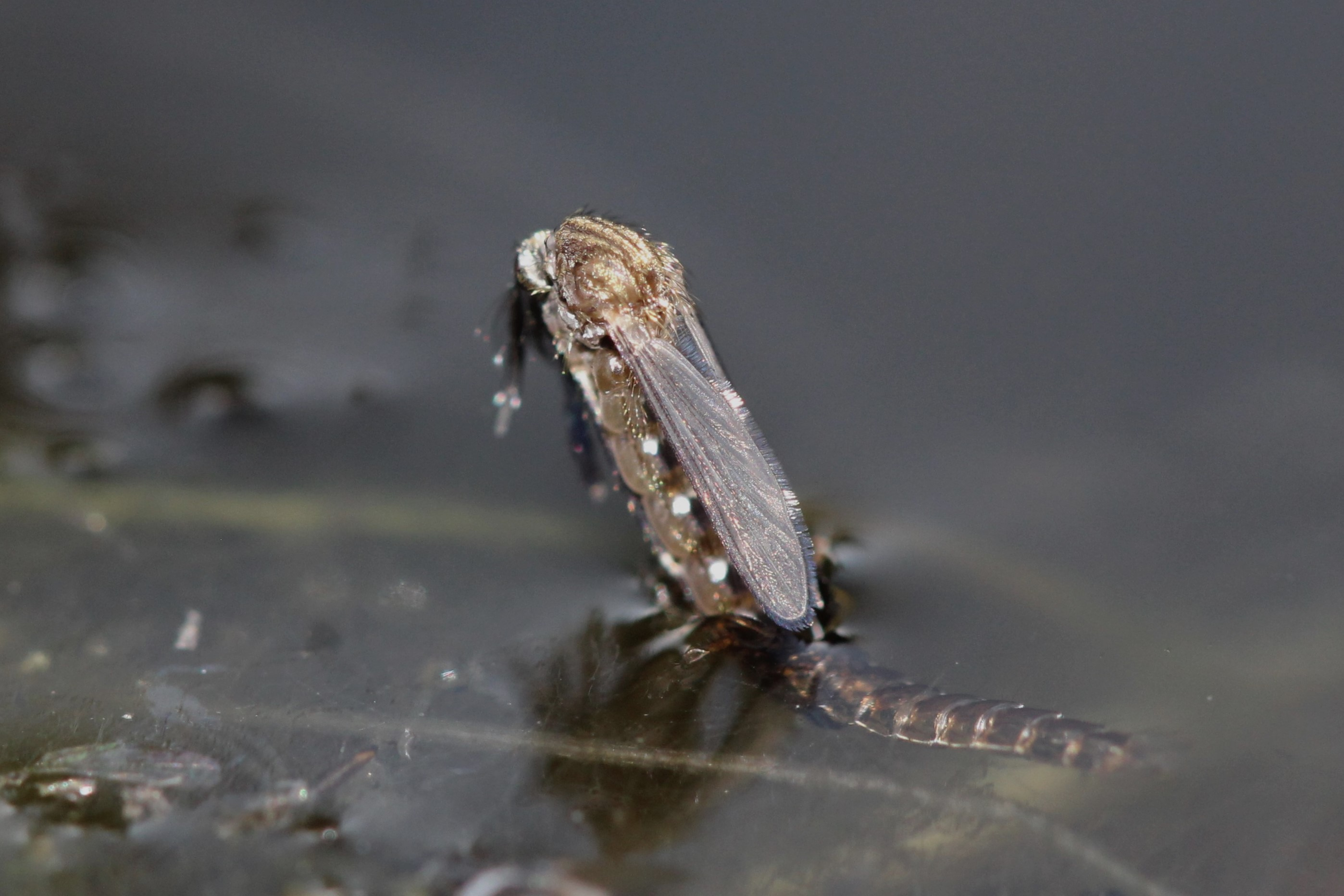
W trakcie przeobrażania

Gatunek wykazuje szeroką tolerancję wobec niekorzystnych warunków środowiskowych, na przykład niskich temperatur. Na terenach o klimacie umiarkowanym aktywny od wiosny do jesieni. Larwy rozwijają się w różnego rodzaju zbiornikach wodnych, zarówno naturalnych, jak i sztucznych, takich jak małe jeziorka, kałuże, zalane wodą dziuple, wiadra, pojemniki czy opony. Występuje kilka pokoleń w sezonie. Zimują jaja oraz larwy. Wraz z nadejściem pierwszych cieplejszych dni dochodzi do wyklucia się nowej generacji i przeobrażenia starszej. Imagines preferują tereny wilgotne i zalesione (lasy, zarośla, mokradła, parki, ogrody). Żywią się  nektarem oraz spadzią. Samice pobierają głównie krew ssaków, choć w warunkach laboratoryjnych zaobserwowano także żerowanie na ptakach. Larwy pobierają pokarm w postaci szczątków organicznych unoszących się w toni.

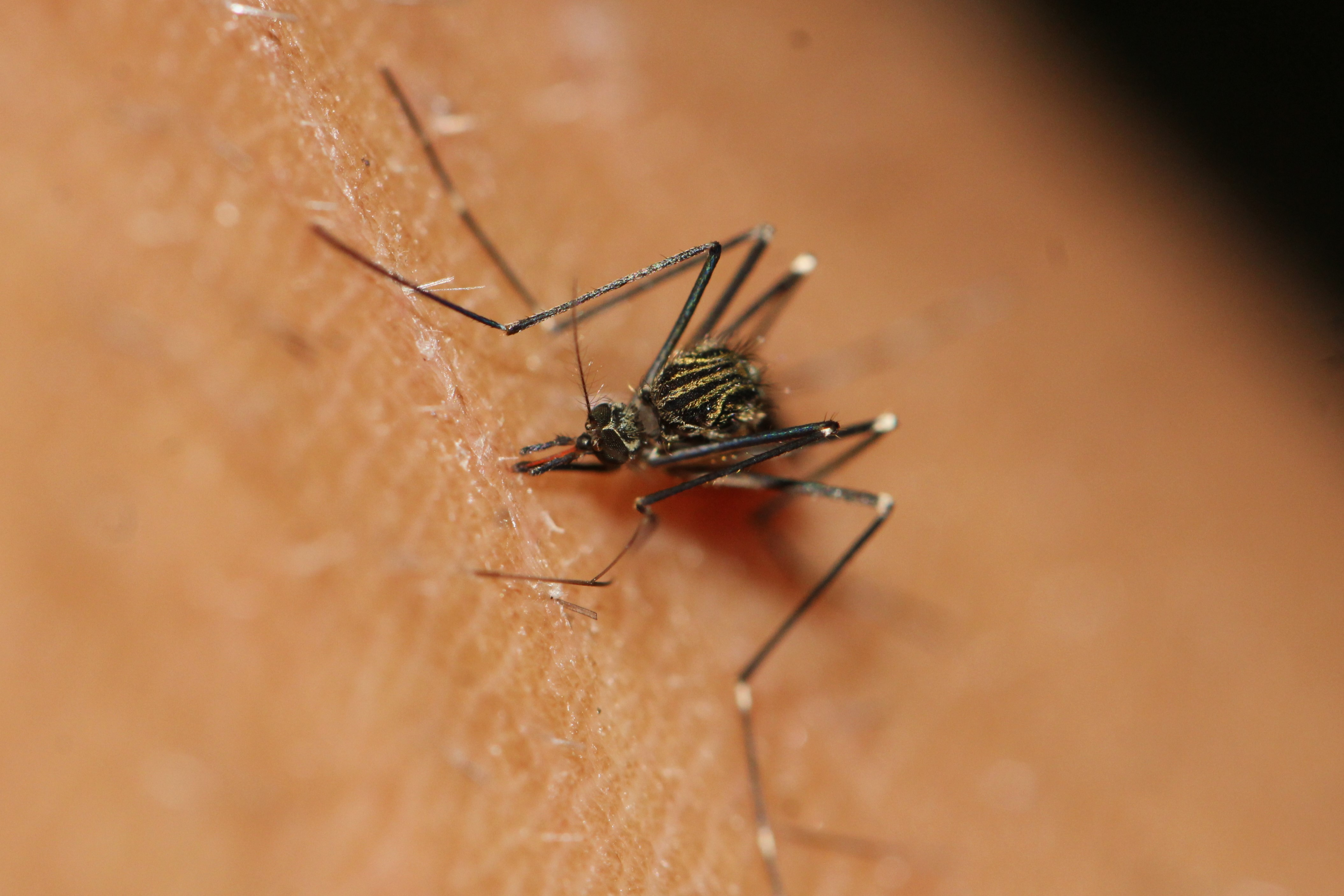
Pobierająca krew samica

## Występowanie
Pierwotny zasięg występowania Ae. japonicus obejmował obszar Azji Wschodniej (Japonia, Korea, południe Chin, Tajwan). Pierwsze stwierdzenie spoza tego obszaru pochodzi z Nowej Zelandii z 1994 roku, kiedy to odnaleziono kilka larw komara w transporcie opon samochodowych z Japonii. 
W 1998 po raz pierwszy zaobserwowany w Ameryce Północnej w stanach Nowy Jork oraz New Jersey w USA. Wkrótce później gatunek został odnaleziony także w stanie Connecticut. Na dziś dzień opanował większość wschodnich stanów USA oraz prowincji Kanady. Obecny również na północnym zachodzie Ameryki Północnej, w większych miastach Kolumbii Brytyjskiej, stanu Waszyngton oraz w Oregonie.
W Europie pierwotnie stwierdzony we Francji w 2002 roku. Następnie notowany z Belgii, Szwajcarii, Niderlandów, Niemiec, Czech, Słowacji, Polski, Austrii, Rumunii, Liechtensteinu, Chorwacji, Słowenii, Włoch, Hiszpanii oraz Luksemburgu.
Pierwsze doniesienia o doskwierze japońskim w Polsce pochodzą z Kielc z końca października 2022 roku. Rok później komar został odłowiony w Mikołowie w województwie śląskim. Badania genetyczne zebranego materiału pozwoliły ostatecznie potwierdzić identyfikację gatunku. Na tę chwilę gatunek zaobserwowano w województwie świętokrzyskim, małopolskim, śląskim oraz łódzkim (stan na 2024 rok).
Obecność muchówki odnotowano także na Hawajach.
Spekuluje się, że za masowe rozprzestrzenienie się Ae. japonicus w Ameryce Północnej oraz w Europie odpowiada w dużej mierze transport opon samochodowych. To właśnie w ich dostawach bądź w pobliżu ich składowisk po raz pierwszy stwierdzano obecność tego gatunku w poszczególnych państwach. Niskie wymagania środowiskowe komara ułatwiają szybką aklimatyzację do nowych warunków bytowych oraz znacznie przyśpieszają proces inwazji. Stanowi to poważne zagrożenie dla populacji rodzimych gatunków komarowatych o mniejszej plastyczności środowiskowej, które przez to mogą być skutecznie wypierane przez Ae. japonicus.

## Taksonomia
Należy do podrodzaju Hulecoeteomyia wraz z blisko spokrewnionym doskwierem koreańskim (Aedes koreicus).
Wyróżnia się 4 podgatunki Ae. japonicus. Są to:
- Aedes japonicus amamiensis,
- Aedes japonicus japonicus,
- Aedes japonicus shintiensis,
- Aedes japonicus yaeyamensis.

## Znaczenie medyczne
Doskwier japoński bywa wektorem wirusów zagrażających zdrowiu i życiu człowieka. Analiza materiału zebranego w Ameryce Północnej pozwoliła potwierdzić, że tamtejsze populacje potrafią transmitować wirusa Zachodniego Nilu (WNV), a także wywołującego zapalenie mózgu wirusa La Crosse (LACV). Ponadto, w warunkach laboratoryjnych odnotowano możliwość przenoszenia szeregu innych arbowirusów, w tym wirusa japońskiego zapalenia mózgu (JEV), wirusa chikungunyi (Alphavirus chikungunya, CHIKV), wirusa dengi (DENV) czy wirusa ziki (ZIKV). Z tego powodu, przypuszcza się, że Ae. japonicus może być ich potencjalnym wektorem także w środowisku naturalnym. W celu dokładnego poznania, jaką rolę gatunek odgrywa w cyklach transmisyjnych tychże wirusów potrzebne będą dalsze badania środowiskowe.